# Associazione Sportiva Bari 1973-1974
Questa pagina raccoglie le informazioni riguardanti l'Associazione Sportiva Bari nelle competizioni ufficiali della stagione 1973-1974.

## Stagione
Fonti 

Dopo un anno, il piano triennale di risanamento programmato dal professor De Palo con il tecnico Regalia, causa sopraggiunte complicazioni finanziare non ha sortito i frutti sperati, pur avendo comunque evitato conseguenze ben peggiori. Per la stagione 1973-74, la diciottesima disputata in Serie B, il club punta a ricapitalizzare soprattutto sulla plusvalenza del centrocampista Cesare Butti, fra i giocatori rivelazione del campionato passato; il suo cartellino viene venduto al Cagliari di Gigi Riva per trecento milioni di lire. Sempre fra le operazioni di maggior rilievo lasciano inoltre la squadra il difensore Pasquale Loseto, dopo nove anni in prima squadra (ingaggiato dal Pescara, in terza serie), Ardemagni (lasciato libero a contratto scaduto) e il primo portiere Gianni Colombo. Fra gli acquisti maggiormente in evidenza invece, il trequartista Pier Paolo Scarrone, il centrocampista Paolo Garzelli e il difensore Alessio Tendi, già chiesto un anno prima alla Fiorentina.
I galletti, anche quest'anno non superano il primo turno di Coppa Italia, pur chiudendo il girone al secondo posto con 5 punti, uno in meno del Palermo, per effetto di una vittoria (ottenuta a tavolino contro il rinunciatario Verona, non recatosi a Bari per un'epidemia di colera che in quei giorni aveva interessato la città e parte del Sud Italia) e tre pareggi. Fermata sul pari la Fiorentina, 2-2 in trasferta.
Il campionato dei biancorossi è infausto e travagliato sin dal suo avvio. Dopo il pareggio interno a reti inviolate in prima giornata con l'Ascoli, la squadra di Regalia subisce sei sconfitte consecutive, le prime cinque tutte per 1-0, nonostante comunque il gioco praticato dai pugliesi piaccia alla critica. Casarsa fallisce diversi rigori determinanti per il risultato, mentre il nuovo primo portiere Mancini, nonostante parate ritenute difficili quanto belle subisce gol per sfortunate casualità. Il 12 novembre, dopo la sesta sconfitta consecutiva, 2-0 in casa del Brindisi, il presidente De Palo annuncia alla stampa le sue dimissioni, a seguito di offese e accuse rivoltegli la sera prima da un gruppo di persone mentre rientrava in casa. Dimissioni ritirate dopo una manifestazione del 15 novembre, partecipata da più di cinquecento tifosi (guidati dall'immancabile Peppino Cusmai) nelle strade del centro di Bari, a chiedergli di rimanere alla guida del club, seguita da formale richiesta del sindaco Vernola. Dopo la vittoria interna 1-0 in 8ª giornata contro il Perugia, primo successo stagionale, la formazione raccoglie altri due pareggi in cinque gare; Regalia viene esonerato (dopo la 13ª giornata). Prende il suo posto, praticamente nei giorni di Natale, il suo vice Luciano Pirazzini, con cui inizialmente non è invertita la tendenza e la squadra conclude il girone d'andata in ultima posizione con 8 punti (ottenuti con 2 vittorie e 4 pareggi in 19 gare). L'ultima partita del girone, fra le mura amiche con l'Atalanta, è stata sospesa e poi persa a tavolino dai biancorossi causa invasioni di campo del pubblico di casa, dopo lo 0-1 degli orobici al 34º minuto di gioco. Il Bari viene quindi punito a disputare i tre turni casalinghi successivi in campo neutro.
Il girone di ritorno vede un miglioramento rispetto all'andata. Pirazzini decide di far soggiornare i giocatori scapoli in albergo a Torre a Mare, all'estrema periferia sud del capoluogo, per poterli controllare meglio. In seguito, i galletti conseguono una serie positiva di nove gare raccogliendovi 13 punti, perdendo l'ultima partita 2-1 in casa dell'Atalanta. Il recupero nella seconda parte del campionato è quanto meno servito ad evitare il fondo della classifica, infine occupato dal Catania a 26 punti, due in meno dei biancorossi. In conseguenza del penultimo posto ottenuto, i dirigenti dell'AS Bari devono quindi rassegnarsi a una nuova retrocessione in Serie C, categoria "ritrovata" dopo sette anni. Da segnalare che la formazione pugliese è stata ultima per gol segnati in categoria, 12, essendo al contempo la quinta per basso numero di gol subiti, 26, assieme al Taranto.

## Rosa
| N. |                   | Ruolo | Calciatore         |
| -- | ----------------- | ----- | ------------------ |
| -  | Italia (bandiera) | A     | Gianfranco Casarsa |
| -  | Italia (bandiera) | C     | Michele Cassano    |
| -  | Italia (bandiera) | D     | Fabio Cazzola      |
| -  | Italia (bandiera) | D     | Pierluigi Consonni |
| -  | Italia (bandiera) | C     | Antonio D'Angelo   |
| -  | Italia (bandiera) | A     | Italo Florio       |
| -  | Italia (bandiera) | D     | Aurelio Galli      |
| -  | Italia (bandiera) | C     | Paolo Garzelli     |
| -  | Italia (bandiera) | D     | Leonardo Generoso  |
| -  | Italia (bandiera) | A     | Giovanni Ludvig    |
| -  | Italia (bandiera) | P     | Franco Mancini     |
| -  | Italia (bandiera) | A     | Antonio Marcolini  |
| -  | Italia (bandiera) | C     | Giovanni Marongiu  |

| N. |                   | Ruolo | Calciatore              |
| -- | ----------------- | ----- | ----------------------- |
| -  | Italia (bandiera) | A     | Ivano Martini           |
| -  | Italia (bandiera) | A     | Nicola Ranieri          |
| -  | Italia (bandiera) | C     | Ernesto Meraviglia      |
| -  | Italia (bandiera) | P     | Gianpaolo Merciai       |
| -  | Italia (bandiera) | C     | Sergio Notariale        |
| -  | Italia (bandiera) | A     | Giuseppe Raffaele       |
| -  | Italia (bandiera) | C     | Pier Paolo Scarrone     |
| -  | Italia (bandiera) | C     | Arcangelo Sciannimanico |
| -  | Italia (bandiera) | C     | Arduino Sigarini        |
| -  | Italia (bandiera) | D     | Vittorio Spimi          |
| -  | Italia (bandiera) | D     | Alessio Tendi           |
| -  | Italia (bandiera) | D     | Giuseppe Tramelli       |
| -  | Italia (bandiera) | C     | Daniele Zamparo         |

## Calciomercato

### Sessione estiva
L'elenco potrebbe non essere completo.
| Arrivi | Arrivi              | Arrivi   | Arrivi     |
| R.     | Nome                | da       | Modalità   |
| ------ | ------------------- | -------- | ---------- |
| P      | Franco Mancini      | Lucchese | definitivo |
| D      | Alessio Tendi       | ?        | definitivo |
| C      | Paolo Garzelli      | Foggia   | ?          |
| C      | Pier Paolo Scarrone | Genoa    | definitivo |
| C      | Ernesto Meraviglia  | Piacenza | ?          |

| Partenze | Partenze               | Partenze    | Partenze                   |
| R.       | Nome                   | da          | Modalità                   |
| -------- | ---------------------- | ----------- | -------------------------- |
| P        | Gianni Colombo         | Turris      | definitivo                 |
| D        | Pasquale Loseto        | Pescara     | definitivo                 |
| C        | Giovanni Ardemagni     | -           | svincolato                 |
| C        | Cesare Butti           | Cagliari    | definitivo (300 milioni ₤) |
| C        | Giampiero Dalle Vedove | Alessandria | ?                          |
| C        | Antonio Lopez          | Pescara     | definitivo                 |
| C        | Ilario Monterisi       | Torres      | definitivo                 |

## Risultati

### Serie B

#### Girone di andata
| 30 settembre 1973 1ª giornata | Bari | 0 – 0 | Ascoli |  |

| 7 ottobre 1973 2ª giornata | Varese | 1 – 0 | Bari |  |

| 14 ottobre 1973 3ª giornata | Bari | 0 – 1 | Catania |  |

| 21 ottobre 1973 4ª giornata | Catanzaro | 1 – 0 | Bari |  |

| 28 ottobre 1973 5ª giornata | Avellino | 1 – 0 | Bari |  |

| 4 novembre 1973 6ª giornata | Bari | 0 – 1 | Reggina |  |

| 11 novembre 1973 7ª giornata | Brindisi | 2 – 0 | Bari |  |

| 18 novembre 1973 8ª giornata | Bari | 1 – 0 | Perugia |  |

| 25 novembre 1973 9ª giornata | Bari | 0 – 1 | Arezzo |  |

| 2 dicembre 1973 10ª giornata | Ternana | 2 – 0 | Bari |  |

| 9 dicembre 1973 11ª giornata | Bari | 0 – 0 | Taranto |  |

| 16 dicembre 1973 12ª giornata | SPAL | 1 – 0 | Bari |  |

| 23 dicembre 1973 13ª giornata | Bari | 0 – 0 | Como |  |

| 30 dicembre 1973 14ª giornata | Novara | 2 – 0 | Bari |  |

| 6 gennaio 1974 15ª giornata | Bari | 0 – 0 | Parma |  |

| 13 gennaio 1974 16ª giornata | Reggiana | 1 – 0 | Bari |  |

| 20 gennaio 1974 17ª giornata | Bari | 1 – 0 | Brescia |  |

| 27 gennaio 1974 18ª giornata | Palermo | 1 – 0 | Bari |  |

| 3 febbraio 1974 19ª giornata | Bari | 0 – 2 | Atalanta |  |

#### Girone di ritorno
| 10 febbraio 1974 20ª giornata | Ascoli | 1 – 0 | Bari |  |

| 17 febbraio 1974 21ª giornata | Bari | 0 – 0 | Varese |  |

| 24 febbraio 1974 22ª giornata | Catania | 0 – 1 | Bari |  |

| 3 marzo 1974 23ª giornata | Bari | 0 – 1 | Catanzaro |  |

| 10 marzo 1974 24ª giornata | Bari | 1 – 0 | Avellino |  |

| 17 marzo 1974 25ª giornata | Reggina | 1 – 0 | Bari |  |

| 24 marzo 1974 26ª giornata | Bari | 1 – 0 | Brindisi |  |

| 31 marzo 1974 27ª giornata | Perugia | 2 – 0 | Bari |  |

| 7 aprile 1974 28ª giornata | Arezzo | 1 – 0 | Bari |  |

| 14 aprile 1974 29ª giornata | Bari | 1 – 0 | Ternana |  |

| 21 aprile 1974 30ª giornata | Taranto | 0 – 0 | Bari |  |

| 28 aprile 1974 31ª giornata | Bari | 0 – 0 | SPAL |  |

| 5 maggio 1974 32ª giornata | Como | 0 – 0 | Bari |  |

| 12 maggio 1974 33ª giornata | Bari | 2 – 0 | Novara |  |

| 19 maggio 1974 34ª giornata | Parma | 0 – 1 | Bari |  |

| 26 maggio 1974 35ª giornata | Bari | 1 – 0 | Reggiana |  |

| 2 giugno 1974 36ª giornata | Brescia | 1 – 1 | Bari |  |

| 9 giugno 1974 37ª giornata | Bari | 0 – 0 | Palermo |  |

| 16 giugno 1974 38ª giornata | Atalanta | 2 – 1 | Bari |  |

## Statistiche

### Statistiche di squadra
| Competizione | Punti | In casa | In casa | In casa | In casa | In casa | In casa | In trasferta | In trasferta | In trasferta | In trasferta | In trasferta | In trasferta | Totale | Totale | Totale | Totale | Totale | Totale | DR  |
| Competizione | Punti | G       | V       | N       | P       | Gf      | Gs      | G            | V            | N            | P            | Gf           | Gs           | G      | V      | N      | P      | Gf     | Gs     | DR  |
| ------------ | ----- | ------- | ------- | ------- | ------- | ------- | ------- | ------------ | ------------ | ------------ | ------------ | ------------ | ------------ | ------ | ------ | ------ | ------ | ------ | ------ | --- |
| Serie B      | 28    | 19      | 7       | 7       | 5       | 8       | 6       | 19           | 2            | 3            | 14           | 4            | 20           | 38     | 9      | 10     | 19     | 12     | 26     | -14 |
| Coppa Italia | 5     | 2       | 1       | 1       | 0       | 3       | 1       | 2            | 0            | 2            | 0            | 3            | 3            | 4      | 1      | 3      | 0      | 6      | 4      | +2  |
| Totale       |       | 21      | 8       | 8       | 5       | 11      | 7       | 21           | 2            | 5            | 14           | 7            | 23           | 42     | 10     | 13     | 19     | 18     | 30     | -12 |

### Statistiche dei giocatori
| Giocatore        | Serie B  | Serie B | Serie B     | Serie B    | Coppa Italia | Coppa Italia | Coppa Italia | Coppa Italia | Totale   | Totale | Totale      | Totale     |
| Giocatore        | Presenze | Reti    | Ammonizioni | Espulsioni | Presenze     | Reti         | Ammonizioni  | Espulsioni   | Presenze | Reti   | Ammonizioni | Espulsioni |
| ---------------- | -------- | ------- | ----------- | ---------- | ------------ | ------------ | ------------ | ------------ | -------- | ------ | ----------- | ---------- |
| G. Casarsa       | 34       | 4       | ?           | ?          | ?            | ?            | ?            | ?            | 34+      | 4+     | ?           | ?          |
| M. Cassano       | 6        | 0       | ?           | ?          | ?            | ?            | ?            | ?            | 6+       | 0+     | ?           | ?          |
| F. Cazzola       | 36       | 1       | ?           | ?          | ?            | ?            | ?            | ?            | 36+      | 1+     | ?           | ?          |
| P. Consonni      | 29       | 0       | ?           | ?          | ?            | ?            | ?            | ?            | 29+      | 0+     | ?           | ?          |
| A. D'Angelo      | 31       | 1       | ?           | ?          | ?            | ?            | ?            | ?            | 31+      | 1+     | ?           | ?          |
| I. Florio        | 23       | 1       | ?           | ?          | ?            | ?            | ?            | ?            | 23+      | 1+     | ?           | ?          |
| A. Galli         | 34       | 0       | ?           | ?          | ?            | ?            | ?            | ?            | 34+      | 0+     | ?           | ?          |
| P. Garzelli      | 9        | 0       | ?           | ?          | ?            | ?            | ?            | ?            | 9+       | 0+     | ?           | ?          |
| L. Generoso      | 30       | 1       | ?           | ?          | ?            | ?            | ?            | ?            | 30+      | 1+     | ?           | ?          |
| G. Ludvig        | 11       | 1       | ?           | ?          | ?            | ?            | ?            | ?            | 11+      | 1+     | ?           | ?          |
| F. Mancini       | 38       | -24     | ?           | ?          | ?            | ?            | ?            | ?            | 38+      | -24+   | ?           | ?          |
| A. Marcolini     | 21       | 0       | ?           | ?          | ?            | ?            | ?            | ?            | 21+      | 0+     | ?           | ?          |
| G. Marongiu      | 12       | 0       | ?           | ?          | ?            | ?            | ?            | ?            | 12+      | 0+     | ?           | ?          |
| I. Martini       | 12       | 0       | ?           | ?          | ?            | ?            | ?            | ?            | 12+      | 0+     | ?           | ?          |
| E. Meraviglia    | 3        | 0       | ?           | ?          | ?            | ?            | ?            | ?            | 3+       | 0+     | ?           | ?          |
| G. Merciai       | 1        | 0       | ?           | ?          | ?            | ?            | ?            | ?            | 1+       | 0+     | ?           | ?          |
| S. Notariale     | 4        | 0       | ?           | ?          | ?            | ?            | ?            | ?            | 4+       | 0+     | ?           | ?          |
| G. Raffaele      | 1        | 0       | ?           | ?          | ?            | ?            | ?            | ?            | 1+       | 0+     | ?           | ?          |
| P. Scarrone      | 32       | 1       | ?           | ?          | ?            | ?            | ?            | ?            | 32+      | 1+     | ?           | ?          |
| A. Sciannimanico | 1        | 0       | ?           | ?          | ?            | ?            | ?            | ?            | 1+       | 0+     | ?           | ?          |
| A. Sigarini      | 29       | 1       | ?           | ?          | ?            | ?            | ?            | ?            | 29+      | 1+     | ?           | ?          |
| V. Spimi         | 36       | 1       | ?           | ?          | ?            | ?            | ?            | ?            | 36+      | 1+     | ?           | ?          |
| A. Tendi         | 9        | 0       | ?           | ?          | ?            | ?            | ?            | ?            | 9+       | 0+     | ?           | ?          |
| G. Tramelli      | 2        | 0       | ?           | ?          | ?            | ?            | ?            | ?            | 2+       | 0+     | ?           | ?          |
| D. Zamparo       | 8        | 0       | ?           | ?          | ?            | ?            | ?            | ?            | 8+       | 0+     | ?           | ?          |